# آساهی هیمه

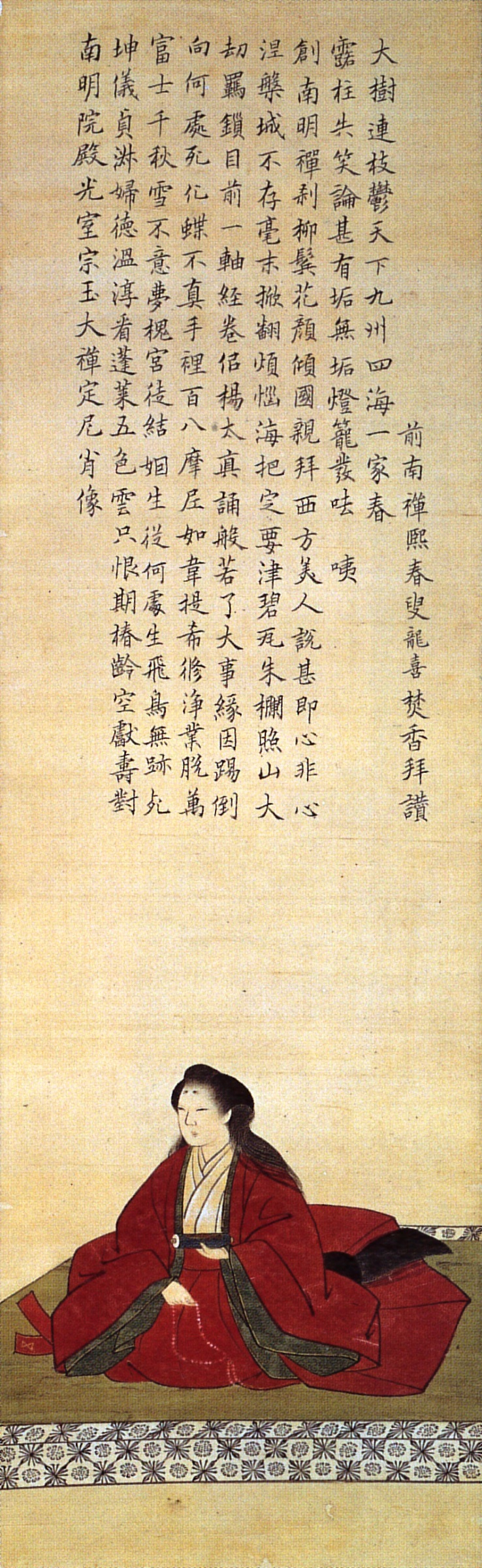
آساهی هیمه

آساهی هیمه (به ژاپنی: 朝日の方) (۱۵۴۳ – ۱۵۹۰) ناخواهری تویوتومی هیده‌یوشی و همسر توکوگاوا ایه‌یاسو، دو تن از بزرگترین امیران محلی ژاپن بود. نام بودایی او نانمی-این (Nanmei-in 南明院) بود.